# Bloemenduet
Het Bloemenduet, Bloemenaria of Duo des fleurs (Viens, Mallika, les lianes en fleurs... Sous le dôme épais) is een beroemd duet tussen de voornaamste karakters Lakmé en Mallika, in de opera Lakmé van Léo Delibes.

## Media en film
Het operafragment werd herhaaldelijk gebruikt als soundtrack in films, zoals in de film True Romance, maar ook voor commercials voor bv. British Airways.